# 自己評価
自己評価（じこひょうか）とは、自分で自分についての評価（吟味）をする機能／システムのことを指す。この場合の「自己評価（する）」は英語で「self-evaluation」という。反対語は他者評価。
なお、自分に対する評価そのものとして、自己肯定感（自尊感情）を持つことについて用いられることもある。この場合の「自己評価（が高い／低い）」は英語で「self-esteem」といい、自尊心を持つことを指す。主観的で肯定的な自己評価を自信という場合もある。コア自己評価が高い人は、その後の人生でより成功する傾向がある。
自分自身を評価するという文脈における自己評価とは、自尊心的な意味でその自らの評価を肯定するとか否定するなどといった意味ではなく、社会において自ら生み出したものを評価することでよりよい物を生産したりすることができるという文脈などで用いられる用語である。もっとも、自尊感情と自己評価は連関しているという指摘はあり、社会心理学では「SEMモデル (Self-evaluation maintenance model)」といって自己評価を高く保とうとするシステムの存在を指摘している。自己評価は会社経営や学校教育など様々な分野で役立つことも多いとされる。